# Trithetrum navasi
Trithetrum navasi – gatunek ważki z rodziny ważkowatych (Libellulidae).